# (4267) Basner
(4267) Basner est un astéroïde de la ceinture principale.

## Description
(4267) Basner est un astéroïde de la ceinture principale. Il fut découvert le 18 août 1971 à Naoutchnyï par Tamara Smirnova. Il présente une orbite caractérisée par un demi-grand axe de 2,33 UA, une excentricité de 0,20 et une inclinaison de 2,3° par rapport à l'écliptique.

## Compléments